# Видома (Малопольское воеводство)

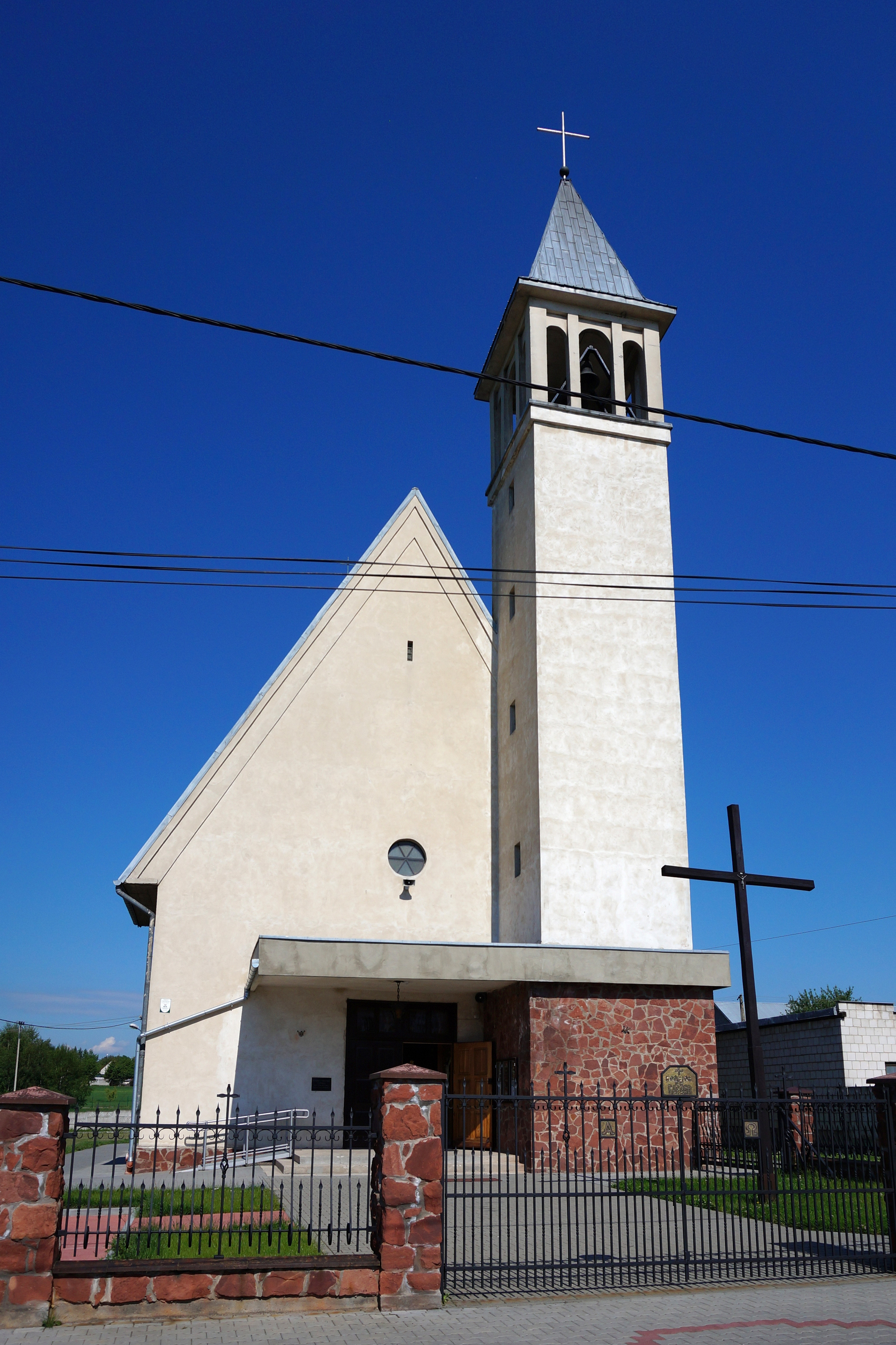
Церковь святых апостолов Петра и Павла, Видома

Видо́ма (пол. Widoma) — село в Польше в сельской гмине Ивановице Краковского повета Малопольского воеводства.

## География
Село располагается в 6 км от административного центра гмины села Ивановице-Влосцяньске и в 17 км от административного центра воеводства города Краков.
В 1975—1998 годах село входило в состав Краковского воеводства.

## Население
По состоянию на 2013 год в селе проживало 297 человек.
| 2010 | 2013 |
| ---- | ---- |
| 282  | 297  |

Данные переписи 2013 года:
| Перепись  | Всего   | Всего | Женщины | Женщины | Мужчины | Мужчины |
| --------- | ------- | ----- | ------- | ------- | ------- | ------- |
| Единицы   | человек | %     | человек | %       | человек | %       |
| Население | 297     | 100   | 152     |         | 145     |         |

## Достопримечательности
- Церковь святых апостолов Петра и Павла.